# Dionisie Vitcu
Dionisie Vitcu (n. 15 decembrie 1937, comuna Ibănești, județul interbelic Botoșani) este un actor român, care a fost ales ca deputat de Iași în legislatura 1992-1996, pe listele partidului FDSN.

## Biografie
Dionisie Vitcu s-a născut la data de 15 decembrie 1937 în comuna Ibănești (județul Botoșani). A studiat la Institutul de Artă Teatrală și Cinematografică "Ion Luca Caragiale" din București la clasa prof. Constantin Moruzan, Ion Cojar, Radu Penciulescu (1959-1963).
A debutat scenic în anul 1963 cu rolul Cercetaș din piesa “Noaptea e un sfetnic bun“ de Alexandru Mirodan, în regia lui Cornel Todea, la Teatrul Tineretului din Piatra Neamț, teatru în care rămâne până în 1967. Începând din anul 1968, Dionisie Vitcu este actor al Teatrului Național „Vasile Alecsandri” din Iași până în anul 1992.
Rolul său cel mai cunoscut este cel al logofătului Ioan din filmul "Cucoana Chirița" (1986), în regia lui Mircea Drăgan, film în care a jucat alături de mari nume ale filmului românesc ca Dem Rădulescu, Draga Olteanu Matei, Ileana Stana Ionescu, Jean Constantin, Ștefan Tapalagă, Cezara Dafinescu, Rodica Popescu Bitănescu, Adrian Păduraru, Iurie Darie etc.
Începând din anul 1990 este cadru didactic la Universitatea de Arte “George Enescu” din Iași, ajungând până la gradul didactic de conferențiar. În anul 2004 a obținut titlul științific de Doctor în științe umaniste al Universității Al. I. Cuza, calificativ “Magna cum laude”, cu teza de doctorat: “G. Ciprian – Dramaturg și romancier între “mister” și “absurd”, sub îndrumarea prof. univ. dr. Liviu Leonte. Este membru C.N.E.A.A - comisia Ahitectură - Arte.
În legislatura 1992-1996 a fost deputat PDSR de județul Iași în Parlamentul României. În această calitate, a făcut parte din Comisia pentru cultură, arte, mijloace de informare în masă al Camerei Deputaților.
Din anul 2006 a revenit pe scena Teatrului Național din Iași.
Dionisie Vitcu este căsătorit și are un copil.

## Activitate literară
Dionisie Vitcu scrie poezie din anii de liceu. El a debutat după 1990, în revista „Timpul”, cu poezia “Mai este …”. A colaborat la revistele: “Dacia Literară”, “Convorbiri Literare”, “Poezia”, “Cronica”, “Candela Moldovei”, “Lumină lină”(SUA) etc. În anul 2000, debutează editorial la Ed. Junimea din Iași cu "Cartea lui Guliță".

### Cărți publicate
- Cartea lui Guliță (Ed. Junimea, 2000)
- Cu traista-n băț printre parlamentari (Ed. Danaster, 2001)
- Actorul (Ed. Junimea, 2002)
- Cartea Ancuței (Ed. Pamfilius, 2002)
- Din călimara unui actor (Ed. Universitas XXI, Iași, 2004)
- Din cuibul lebedelor sau răcnetul unui actor lucrat (Ed. ”Alfa” Iași, 2004)
- Actorul cu mârțoaga – Memorialistică, G. Ciprian (Ed. Princeps Edit, Iași, 2006)

## Filmografie
- A fost prietenul meu (1962), regia: Andrei Blaier
- Apoi s-a născut legenda (1968), regia: Andrei Blaier
- Serenadă pentru etajul XII (1976)
- Doctorul Poenaru (1978)
- Mai presus de orice (1978)
- Totul pentru fotbal (1978)
- Vis de ianuarie (1979)
- Mijlocaș la deschidere (1979), regia: Dinu Tănase
- Bună seara, Irina! (1980)
- Am o idee!... (1981)
- Întoarce-te și mai privește o dată (1981), regia: Dinu Tănase
- Cucoana Chirița (1987) - logofătul Ioan
- Pădurea de fagi (1987)
- Chirița în Iași (1988) - logofătul Ioan
- Un bulgăre de humă (1990)
- Undeva în Est (1990), regia: Nicolae Mărgineanu
- Și totul a fost nimic (2005), regia: Cristina Nichituș
- Cu un pas înainte (2007), regia: Alexandru Berceanu, Jesus del Cerro
- Aniela (2009), regia: Iura Luncașu
- Narcisa sălbatică (2010), regia: Catrinel Danaiata, Mihai Bauman, Sebastian Voinea
- După dealuri (2012), regia: Cristian Mungiu

## Premii și distincții obținute
- Diploma Școlilor de Artă (1959 – 1960),
- Ordinul "Meritul Cultural", Clasa I (1971),
- Ordinul "Meritul Cultural", Clasa a IV-a (1974),
- Diploma de Onoare a Festivalului de Artă (București -1960 și Iași-1975),
- Diploma de Popularitate (Galați, 1982),
- Diploma Bacovia (1983),
- Premiul pentru cea mai bună interpretare a unui rol masculin (Brașov, 1984),
- Premiul ATM (1986),
- Diploma revistei "Convorbiri literare" (1987),
- Premiul revistei "Cronica" din Iași (1991),
- Trofeul Dionysos - Gala UNITER cu studenții Universității de Arte “George Enescu” Iași (1996)
- Ordinul național Pentru Merit în grad de Cavaler (16 ianuarie 2002), „pentru meritele avute în creația artistică și promovarea culturii românești în țară și peste hotare, pentru abnegația deosebită în slujirea instituțiilor culturale din Moldova”.[2]
- Societar al Teatrului Național, prin ordinul Ministerului Culturii și Cultelor nr. 2878 /08.12.2003 (2003)
- Diploma de onoare a Societății Române de Radiodifuziune (2003)
- Membru de onoare a Cineaștilor din Republica Moldova (2003)
- Diploma de excelență a Universității de Arte “George Enescu” (2003)
- Diploma de onoare și Medalia jubiliară 145 de ani de învățământ artistic modern la Iași (2003)
- Premiul anului 2005, pentru spontaneitatea hazului său popular plin de originalitate, acordat de Societatea umoristică “Păcală”, revista “Harababura” (2005)
- Premiul la Salonul International de carte, Chișinău, aprilie 2007, Actorul cu mârțoaga – Memorialistică, G. Ciprian (2007)